# میکائیل مازمانیان

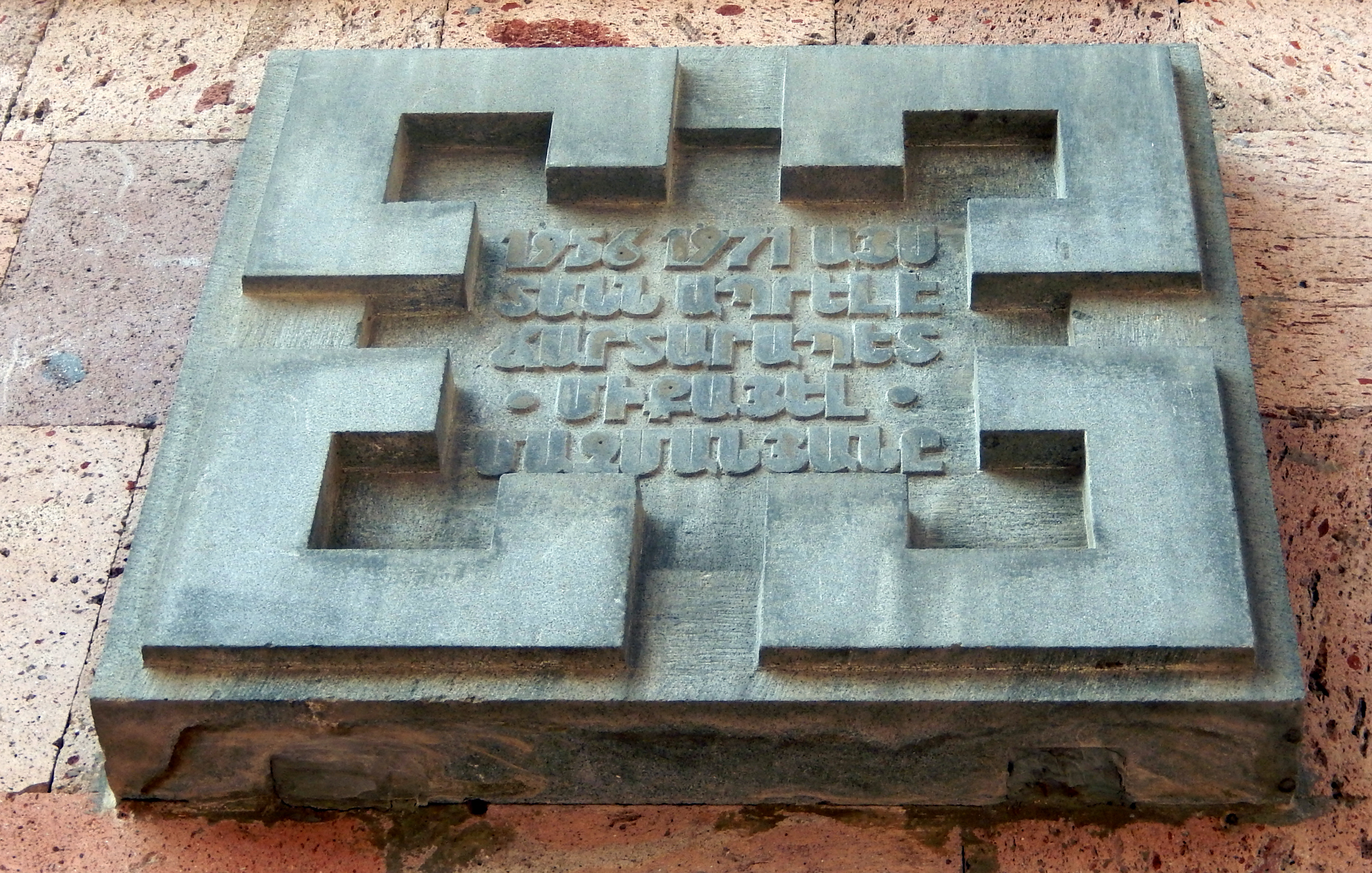

میکائیل داوتی مازمانیان (ارمنی: Միքայել Դավթի Մազմանյան؛ زاده ۲۱ نوامبر ۱۸۹۹ - درگذشته ۲۹ اکتبر ۱۹۷۱) معمار سبک ساخت‌گرایی اهل ارمنستان بود.

## زندگی
وی در ۲۱ نوامبر [سبک قدیمی: ۹ نوامبر] ۱۸۹۹ در تفلیس در به دنیا آمد و از  مدرسه نرسیسیان و hy:Վխուտեին فارغ‌التحصیل گشت. وی همچنین برنده جوایزی همچون نشان پرچم سرخ کار، نشان برجسته افتخار، معمار شایسته ارمنستان شوروی و چهره هنری شایسته ارمنستان شوروی شد. وی در ۲۹ اکتبر ۱۹۷۱ در سن ۷۱ سالگی در ایروان درگذشت.

## نگارخانه

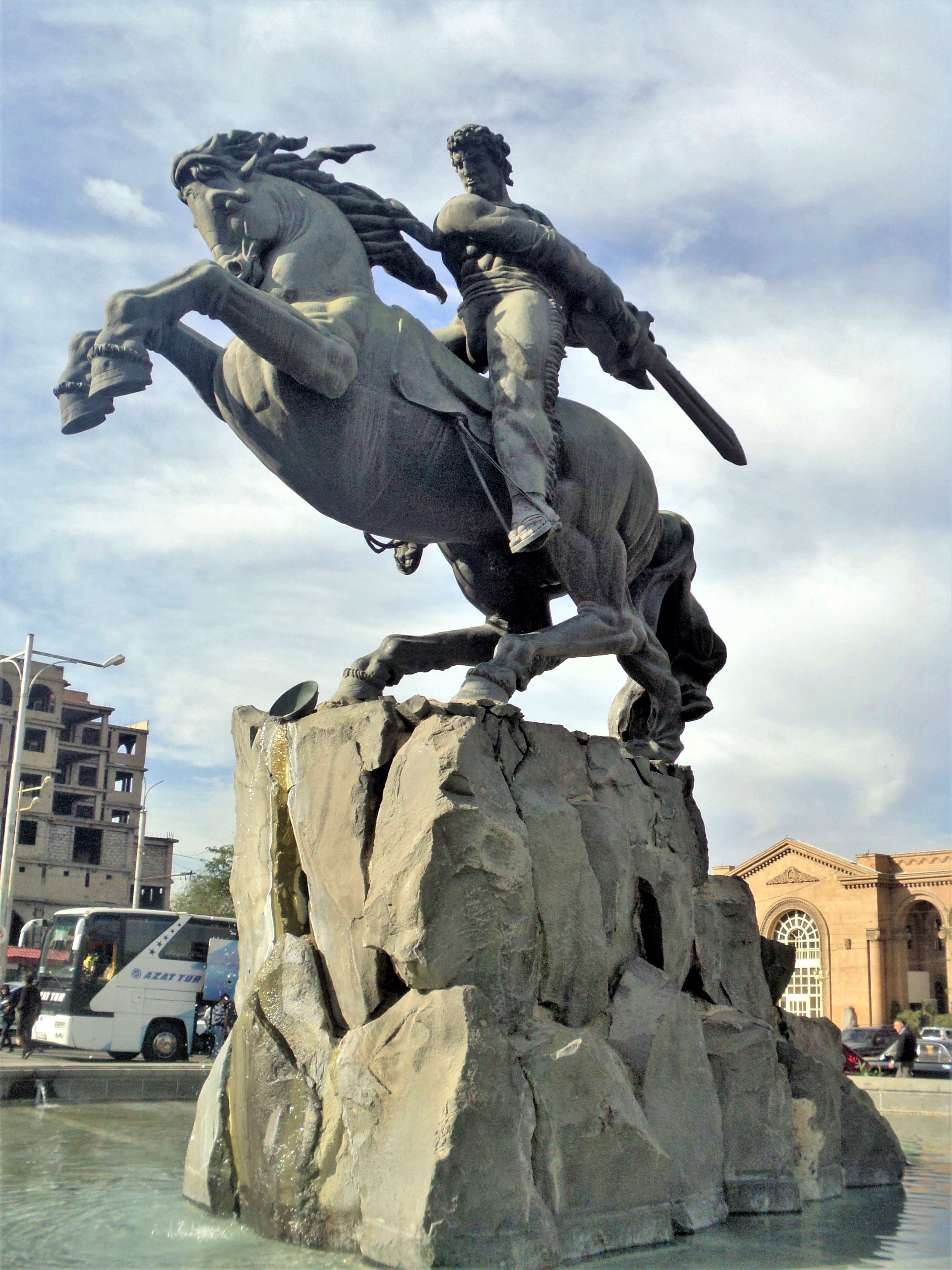
مجسمه ساسونتسی داویت ایروان (معمار ام. مازمانیان, مجسمه‌ساز یرواند کوچار)
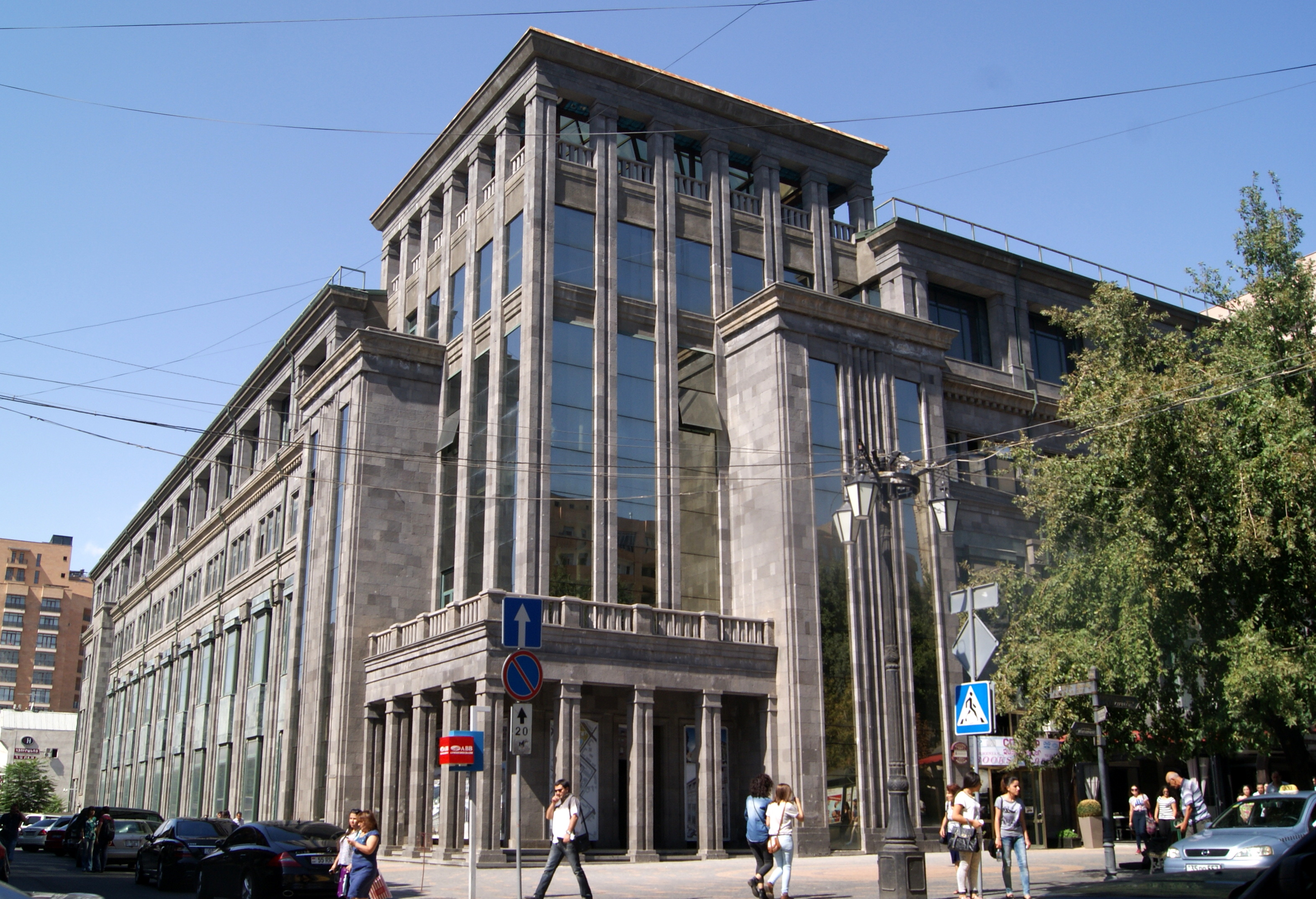
hy:Մանկական աշխարհ հանրախանութ
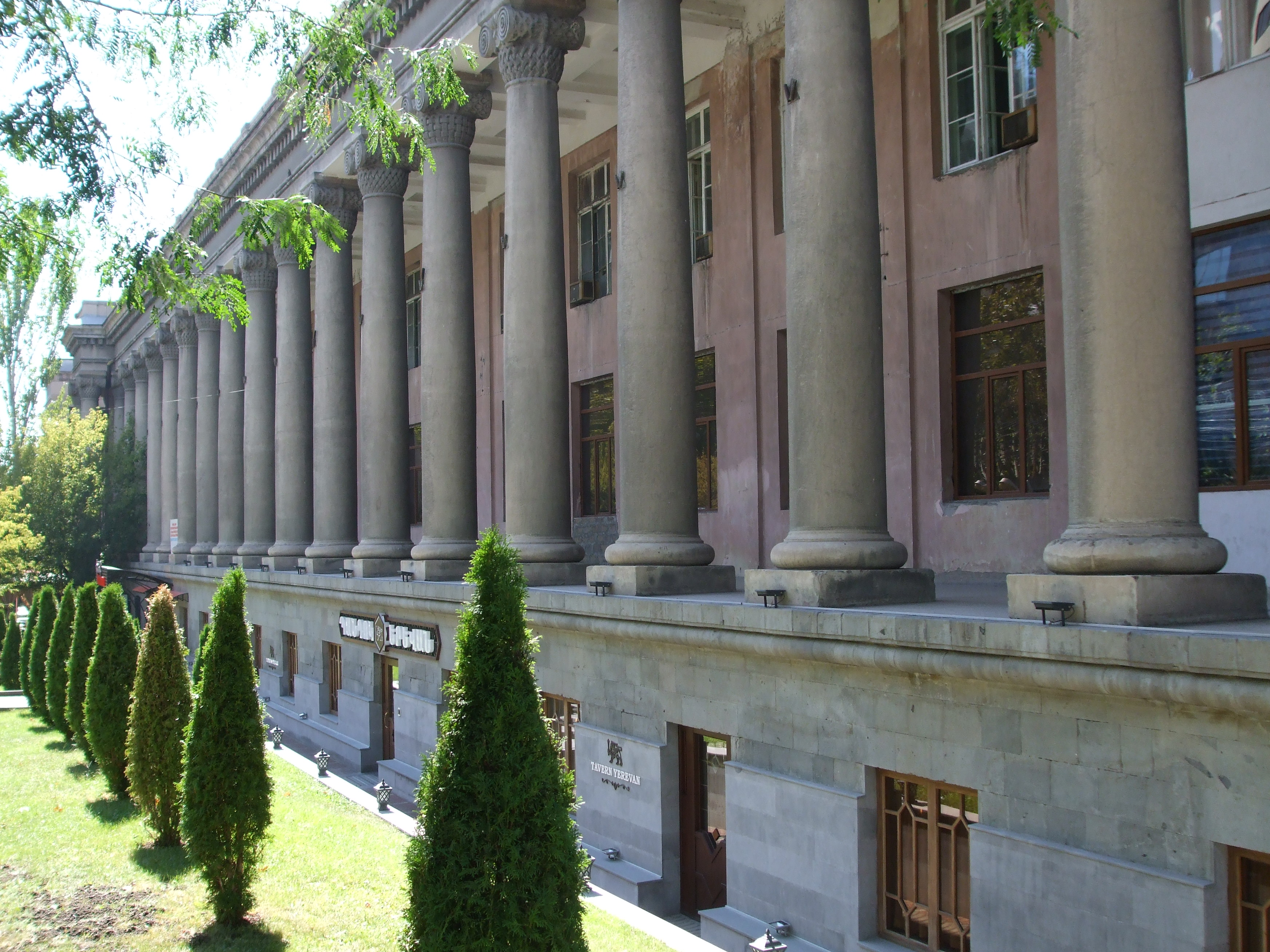
ساختمان قصر کتاب